# 1336 Zeelandia
1336 Zeelandia è un asteroide della fascia principale del diametro medio di circa 20,99 km. Scoperto nel 1934, presenta un'orbita caratterizzata da un semiasse maggiore pari a 2,8511426 UA e da un'eccentricità di 0,0599261, inclinata di 3,19403° rispetto all'eclittica.
Prende il nome dalla provincia della Zelanda nei Paesi Bassi.